# Todos os Mortos
Todos os Mortos é um filme de drama brasileiro de 2020 dirigido e escrito por Marco Dutra e Caetano Gotardo. O filme é um drama histórico que aborda as principais questões pós fim da escravidão no Brasil. É protagonizado por Mawusi Tulani, Clarissa Kiste, Thaia Perez, Agyei Augusto e Thomás Aquino.

## Sinopse
São Paulo, 1899. Após onze anos de abolição da escravidão, muito fantasmas ainda circulam entre os vivos. As mulheres da família Soares, proprietárias de terras em tempos passados, não abrem mão dos privilégios que ainda restam em suas vidas. Enquanto isso, Iná Nascimento (Mawusi Tulani), uma mulher que viveu a escravidão por anos, luta para reunir seus familiares em um mundo hostil. Cada uma dessas mulheres batalham para construir um futuro próprio.

## Elenco
- Mawusi Tulani como Iná Nascimento
- Clarissa Kiste como Maria Soares
- Thaia Perez como Isabel Soares
- Carolina Bianchi como Ana Soares
- Agyei Augusto como João Nascimento
- Leonor Silveira como Dona Romilda
- Alaíde Costa como Josefina
- Rogério Brito como Antônio Nascimento
- Thomás Aquino como Eduardo
- Andrea Marquee como Carolina
- Luciano Chirolli como Jorge Soares
- Teca Pereira como Doca
- Gilda Nomacce como Irmã Flora
- Vinicius Meloni como Anísio
- Eduardo Silva	como Silva
- Lívia Silva como Rosa
- Tuna Dwek como Sra. Giovanna
- Ledda Marotti	como	Ursula
- Dagoberto Feliz como	Padre Inácio
- Lucio Correia como Benedito
- Edgar Castro	Edgar Castro	...	Bento
- Palomaris Mathias Mansel	como	Letícia
- Pedro Souza como Francisco
- Luís Mármora como Seu Pedro
- Eduardo Rodrigues Deguti Barros como Luiz
- Laura Vieira como Munirah
- Gustavo Vinagre como Silvano
- Clément Duboin como	Proprietário
- John Trengove	como	Luchino
- Othon Perdigão como	Lorenzo

## Produção
O filme é uma coprodução entre o Brasil e a França, tendo a Filmes do Caixote como produtora, em associação com Sara Silveira e Maria Ionescu, da Dezenove Filmes, e também da empresa parisiense Good Fortune. O filme é dirigido em parceria entre Caetano Gotardo e Marco Dutra. Durante uma coletiva de imprensa para o Festival de Gramado, Caetano disse que a ideia de realizar o filme partiu de Marco Dutra e juntos começaram a escrever o primeiro tratamento de roteiro.
Para desenvolver esse trabalho, eles consultaram pessoas afrodescendentes, visto que ambos são brancos e queriam dar mais profundidade a obra. Entre os entrevistados, está o historiador e músico Salloma Salomão. Este ainda ficou responsável pela trilha sonora do filme junto com Gui Braz.
Apesar de ser ambientado em São Paulo dos anos 1899 e 1900, a produção do filme se preocupou mais em desenvolver os aspectos da história e a discussão proposta do que a ambientação do século passado. Por isso, é possível ver elementos atuais nos cenários, como construções, carros e fiações elétricas.

## Lançamento
Todos os Mortos foi exibido pela primeira vez em um grande festival de cinema na Alemanha, em 23 de fevereiro de 2020, no Festival de Berlim, o que marcou seu lançamento mundial. Em seguida, estreou em Portugal na mostra de cinema IndieLisboa. No dia 19 de setembro de 2020 estrelou no Festival de Gramado, que ocorreu no Canal Brasil por conta da pandemia de COVID-19, sendo essa sua primeira exibição em festival nacional.
Seu próximo lançamento em um festival no exterior foi no Festival Internacional de Cinema de San Sebastián, em setembro de 2020, onde disputou pela Concha de Ouro de melhor filme. No mês seguinte, em outubro de 2020, se apresentou em mais cinco festivais internacionais, incluindo dois na França, o Festival Indépendances et Création e o Festival Biarritz Amérique Latine, um na China, o Pingyao Crouching Tiger Hidden Dragon International Film Festival, e um na Áustria, o Festival Internacional de Cinema de Vienna.
A primeira exibição oficial nos cinemas aconteceu em 10 de dezembro de 2020, lançado pela Vitrine Filmes.

## Recepção

### Crítica
Após suas exibições, Todos os Mortos foi frequentemente elogiado pela crítica especializada e pela imprensa nacional. No agregador de resenhas Rotten Tomatoes, o filme marcou uma aprovação de 54 por cento com base em comentários de 7 críticos, e registra uma nota de 9 de 10. O crítico Renato Caliman, do Cinema com Rapadura, deu-lhe a nota de 8.5 de 10 e afirmou: "O longa, que aborda ainda questões como o machismo, orientação sexual e religião, expõe com precisão o quão atrasado e mortos estamos como nação." Escrevendo para o website AdoroCinema, Barbara Demerov atribuiu ao filme uma média de 3.5 estrelas de 5 e disse: O primeiro trabalho de co-direção entre Marco Dutra e Caetano Gotardo é um retrato de traumas não superados em nosso país, que simboliza muito daquilo que ainda é possível ser observado nos dias de hoje..." Ela ainda ponderou as qualidades técnicas do filme dizendo que "Quanto aos termos técnicos, Todos os Mortos ganha muitos pontos em experiência audiovisual graças ao cuidadoso trabalho de som (que vai aproximando o espectador do plot twist aos poucos) e da belíssima fotografia assinada por Hélène Louvart (de A Vida Invisível)."

### Prêmios e indicações
| Ano  | Associações                                            | Categoria                  | Recipiente(s)                 | Resultado |
| ---- | ------------------------------------------------------ | -------------------------- | ----------------------------- | --------- |
| 2020 | Festival Internacional de Cinema de Berlim             | Urso de Ouro               | Marco Dutra e Caetano Gotardo | Indicado  |
| 2020 | Festival Internacional de Cinema de Balneário Camboriú | Melhor Filme               | Marco Dutra e Caetano Gotardo | Indicado  |
| 2020 | Golden Rooster Awards                                  | Melhor Filme Internacional | Marco Dutra e Caetano Gotardo | Indicado  |
| 2020 | Festival de Cinema de Gramado                          | Melhor Filme               | Marco Dutra e Caetano Gotardo | Indicado  |
| 2020 | Festival de Cinema de Gramado                          | Melhor Ator Coadjuvante    | Thomás Aquino                 | Venceu    |
| 2020 | Festival de Cinema de Gramado                          | Melhor Atriz Coadjuvante   | Alaíde Costa                  | Venceu    |
| 2020 | Festival de Cinema de Gramado                          | Melhor Trilha Sonora       | Salloma Salomão               | Venceu    |
| 2020 | IndieLisboa International Independent Film Festival    | Melhor Filme               | Marco Dutra e Caetano Gotardo | Venceu    |
| 2020 | IndieLisboa International Independent Film Festival    | Prêmio Amnesty             | Marco Dutra e Caetano Gotardo | Indicado  |
| 2020 | IndieLisboa International Independent Film Festival    | Júri Popular               | Marco Dutra e Caetano Gotardo | Indicado  |
| 2020 | Pingyao International Film Festival                    | Melhor Filme               | Marco Dutra e Caetano Gotardo | Indicado  |
| 2020 | Festival Internacional de Cinema de San Sebastián      | Melhor Filme               | Marco Dutra e Caetano Gotardo | Indicado  |
| 2021 | Festival de Cinema de Havana                           | Melhor Filme               | Marco Dutra e Caetano Gotardo | Indicado  |
| 2021 | Prêmio ABC de Cinematografia                           | Melhor Direção de Arte     | Juliana Lobo                  | Indicado  |
| 2021 | Prêmio Guarani de Cinema Brasileiro                    | Melhor Atriz               | Mawusi Tulani                 | Indicado  |
| 2021 | Prêmio Guarani de Cinema Brasileiro                    | Melhor Ator Coadjuvante    | Thomás Aquino                 | Indicado  |
| 2021 | Prêmio Guarani de Cinema Brasileiro                    | Melhor Revelação Feminina  | Alaíde Costa                  | Indicado  |
| 2021 | Prêmio Guarani de Cinema Brasileiro                    | Melhor Revelação Feminina  | Carolina Bianchi              | Indicado  |
| 2021 | Prêmio Guarani de Cinema Brasileiro                    | Melhor Revelação Masculina | Agyei Augusto                 | Indicado  |
| 2021 | Prêmio Guarani de Cinema Brasileiro                    | Melhor Direção de Arte     | Juliana Lobo                  | Indicado  |
| 2021 | Prêmio Guarani de Cinema Brasileiro                    | Melhor Efeito Visual       | Jean Sebastien Leroux         | Venceu    |
| 2021 | Prêmio Guarani de Cinema Brasileiro                    | Melhor Figurino            | Gabriella Marra               | Indicado  |
| 2021 | Prêmio Guarani de Cinema Brasileiro                    | Melhor Maquiagem           | Vanessa Barone Pina           | Venceu    |
| 2021 | Prêmio Guarani de Cinema Brasileiro                    | Melhor Som                 | Gabriela Cunha e Rubén Valdes | Indicado  |